# Есниязов, Алгазы
Алгазы Есниязов (каз. Алғазы Есниязов; 1889 год — 1972 год) — старший табунщик колхоза имени Фурманова Фурмановского района Западно-Казахстанской области, Казахская ССР. Герой Социалистического Труда (1948).
С 1929 года по 1953 год работал табунщиком, старшим табунщиком в колхозе имени Фурманова (позднее — имени Ленина) Фурмановского района.
В сложных зимних условиях 1947—1948 годов сохранил поголовье колхозной отары и достиг высоких показателей при выращивании молодняка. В 1948 году удостоен звания Героя Социалистического Труда «за получение высокой продуктивности животноводства в 1947 году при выполнении колхозом обязательных поставок сельскохозяйственных продуктов и плана развития животноводства».
Скончался в 1972 году.
Награды
- Герой Социалистического Труда — указом Президиума Верховного Совета СССР 23 июля 1948 года
- Орден Ленина